# Anstaån
Anstaån är ett mindre vattendrag i Säters kommun. Ån rinner genom jordbruksbygden kring Ansta och Anstahyttan, och mynnar i Dalälven nära Fäggeby.